# Särkijärvi (sjö i Finland, Egentliga Tavastland, lat 60,87, long 23,73)
Särkijärvi är en sjö i Finland. Den ligger i kommunen Tammela i landskapet Egentliga Tavastland, i den södra delen av landet, 100 km nordväst om huvudstaden Helsingfors. Särkijärvi ligger 116,7 meter över havet. Arean är 1,18 kvadratkilometer och strandlinjen är 6,44 kilometer lång. Sjön  ingår i Kumo älvs huvudavrinningsområde.   Den ligger vid sjön Heinäjärvi. I omgivningarna runt Särkijärvi växer i huvudsak barrskog. Den sträcker sig 1,6 kilometer i nord-sydlig riktning, och 1,4 kilometer i öst-västlig riktning.